# نلوواکاندا
نلوواکاندا (به لاتین: Neluwakanda) یک منطقهٔ مسکونی در سری‌لانکا است که در استان مرکزی (سری‌لانکا) واقع شده‌است.